# Horní Ves
Horní Ves (německy Oberdorf) je obec v okrese Pelhřimov v Kraji Vysočina. Žije zde 342 obyvatel.

## Historie
První písemná zmínka o obci pochází z roku 1364.
V roce 2018 získala obec ocenění v soutěži Vesnice Vysočiny 2018, konkrétně obdržela Diplom za moderní knihovnické a informační služby.

## Obyvatelstvo
| Rok            | 1869 | 1880 | 1890 | 1900 | 1910 | 1921 | 1930 | 1950 | 1961 | 1970 | 1980 | 1991 | 2001 | 2011 | 2021 |
| -------------- | ---- | ---- | ---- | ---- | ---- | ---- | ---- | ---- | ---- | ---- | ---- | ---- | ---- | ---- | ---- |
| Počet obyvatel | 633  | 615  | 686  | 653  | 683  | 752  | 645  | 485  | 510  | 455  | 395  | 382  | 359  | 288  | 309  |
| Počet domů     | 73   | 73   | 79   | 83   | 91   | 102  | 115  | 120  | 117  | 111  | 115  | 133  | 135  | 134  | 142  |

## Obecní správa
V letech 1869–1980 Horní Ves byla obcí v okrese Pelhřimov (1869–1890), poté v okrese Kamenice nad Lipou (1900–1930) a později v okrese Pelhřimov. Od 1. července 1980 do 30. června 1990 patřila jako čast města k Horní Cerekvi a od 1. července 1990 je opět samostatnou obcí.

### Obecní symboly
Znak byl obci udělen rozhodnutím předsedy Poslanecké sněmovny Parlamentu České republiky dne 22. ledna 2001 a vlajka byla obci udělena rozhodnutím předsedy PSP ČR dne 5. dubna 2001.

## Školství
- Mateřská škola Horní Ves

## Pamětihodnosti
- Kaple svatého Václava
- Pomník padlých z první světové války z roku 1923

## Galerie

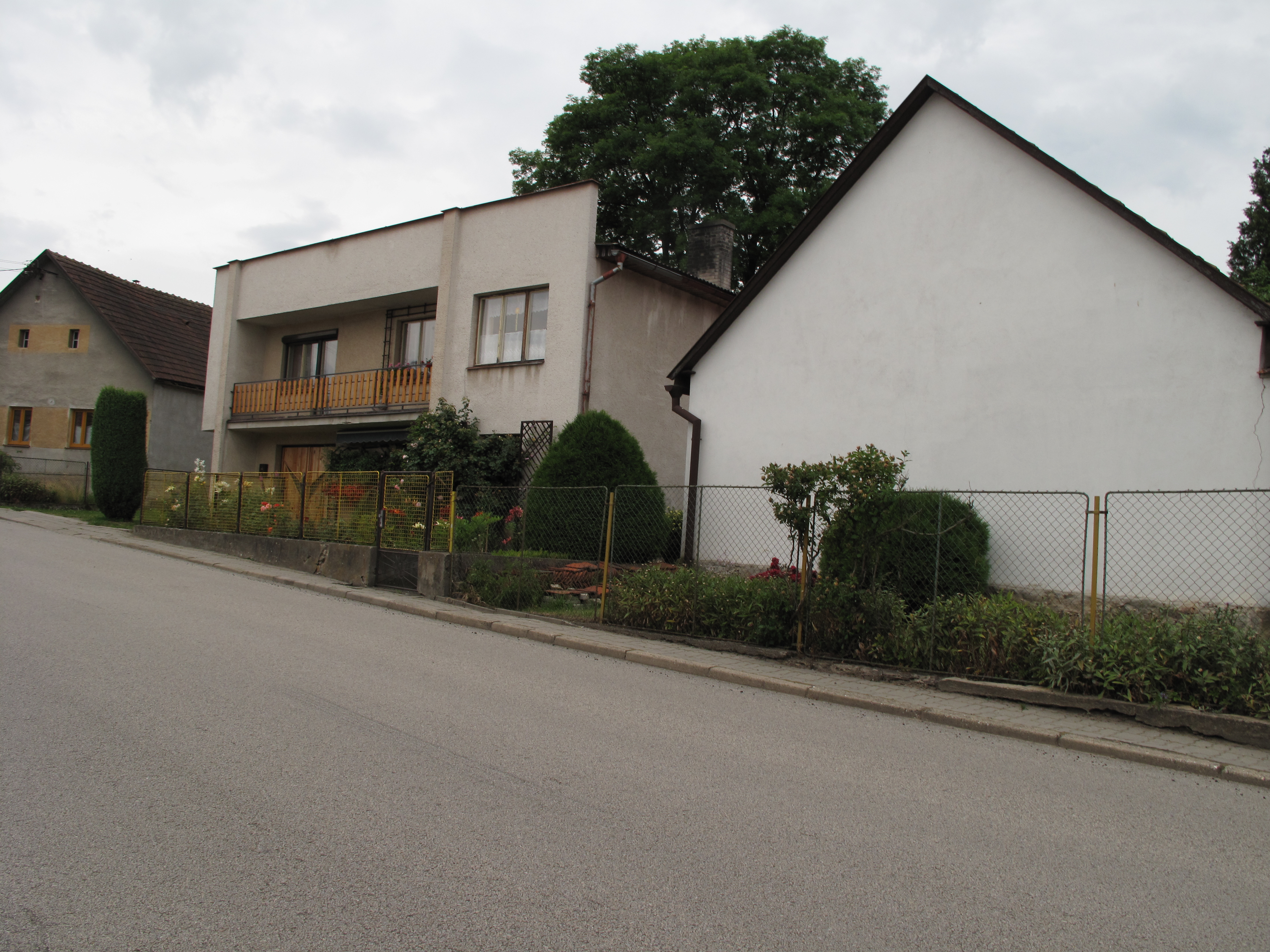
Dům
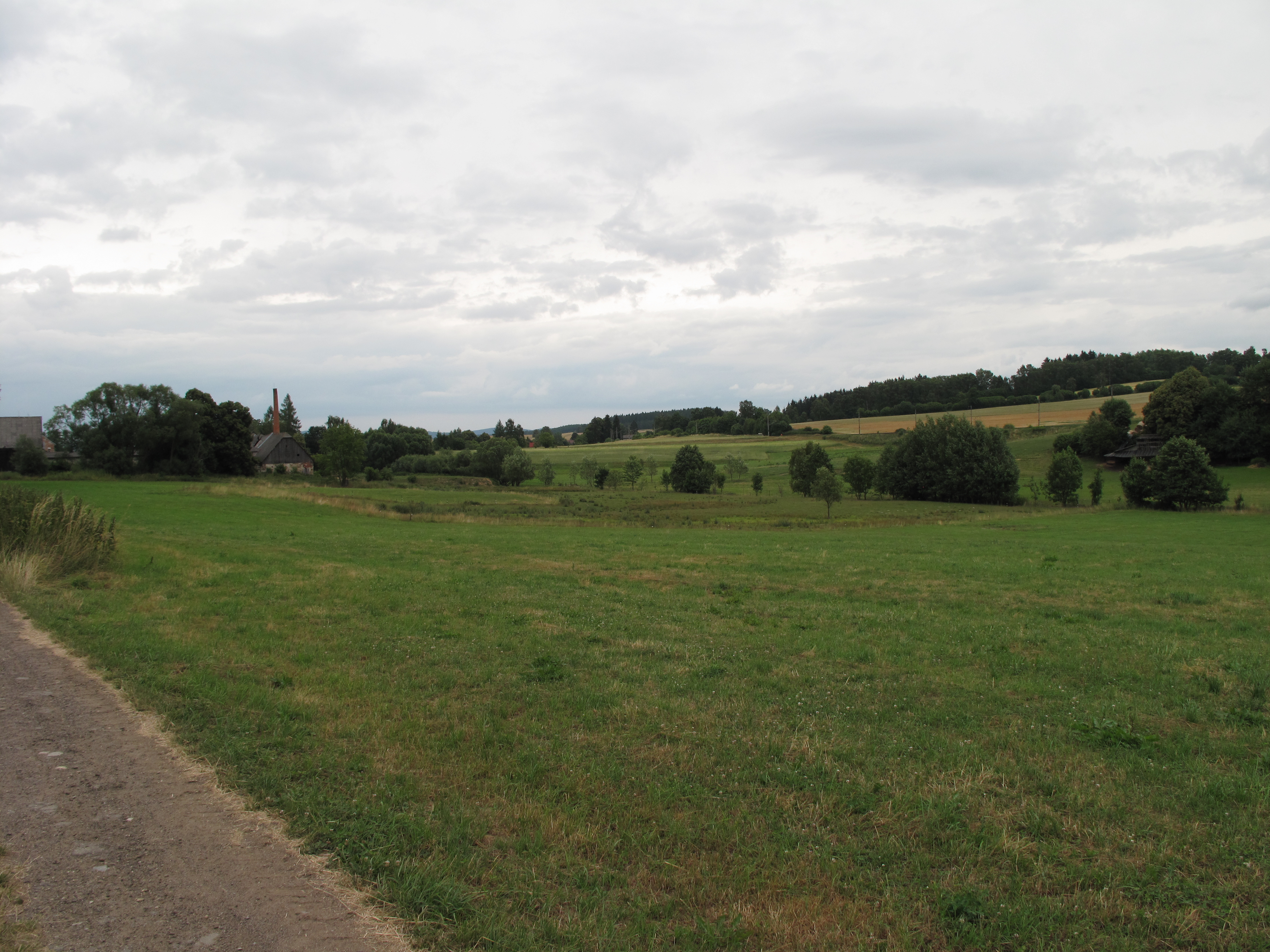
Pastvina
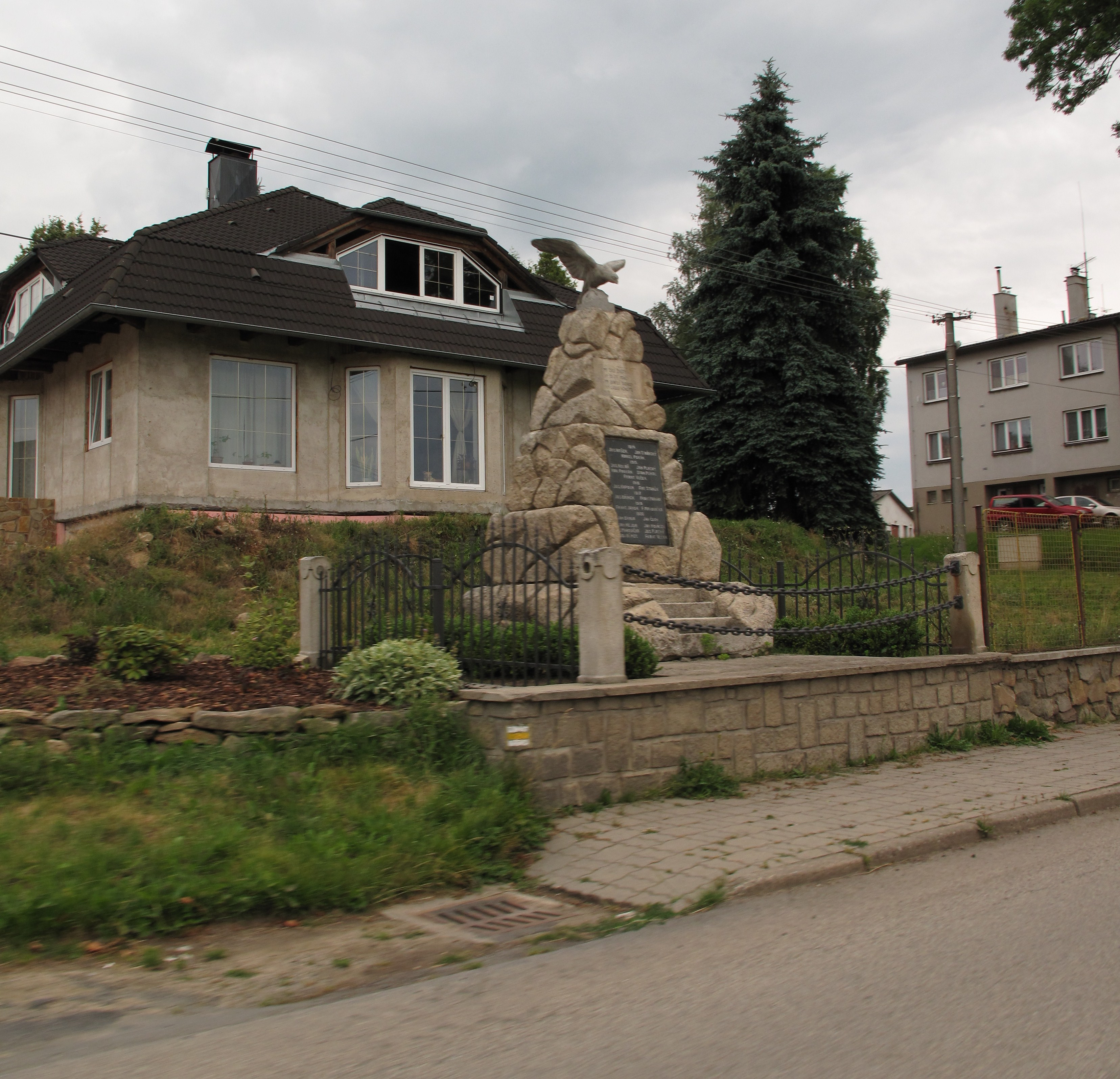
Pomník padlým